# Robert Barro
Robert Barro (28 de setembro de 1944) é um influente economista estadunidense, especializado em macroeconomia.

## Biografía
Robert Barro licenciou-se em Física em 1965 pelo Instituto de Tecnologia da Califórnia, obtendo seu doutorado em economia pela Universidade Harvard em 1975, onde trabalha desde 1986. Também é co-editor do Quarterly Journal of Economics desde 2004, foi editor do Journal of Political Economy e escreve uma coluna em Business Week desde 1998. Já escreveu mais de uma dezena de livros sobre economia. Caracteriza-se por sua crítica à teoria keynesiana e por seu posicionamento político conservador. O fio condutor de suas idéias é o de que a política econômica, principalmente a política fiscal, é incapaz de conduzir a economia a níveis 
maiores de produção e renda devido à antecipação dos agentes econômicos face à política econômica, que supostamente a neutralizaria. Tal teoria, a das "expectativas racionais", conduz à resignação e ao pessimismo no campo da política econômica, sendo assim avesso principalmente às perspectivas
teóricas que vêm na ação da administração pública um elemento de transformação das estruturas sociais
e econômicas.

## Livros
- Macroeconomics (1984)
- Economic growth , escrito junto a Xavier Sala-i-Martín (1998)